# Nicholas de Verdon
Nicholas de Verdon († vor 23. Oktober 1231) war ein anglo-irischer Adliger.
Nicholas de Verdon war ein jüngerer Sohn von Bertram de Verdon. Nach dem Tod seines Vaters 1192 und dem kinderlosen Tod seines älteren Bruders Thomas erbte Nicholas die Besitzungen der Familie in Staffordshire und Irland. Um 1195 verheiratete er seine Schwester Lescelina mit Hugh de Lacy, Lord of Meath. Als Mitgift für dieses Heiratsbündnis mit der mächtigen Familie Lacy bot er etwa die Hälfte seiner Besitzungen im irischen Loath. Die Heirat führte jedoch nicht zu einer Stärkung der Stellung der Familie Verdon in Irland, sondern zum Konflikt mit den Lacys. 1210 gehörte Nicholas zur Armee von König Johann Ohneland, mit der dieser die Lacys aus Irland vertrieb. 1215 unterstützte Nicholas jedoch die Adelsopposition, die den König zur Anerkennung der Magna Carta zwang. Als Folge davon ließ der König seine Besitzungen in England und Irland besetzten. Ende 1216 vergab die Regierung die Verwaltung seiner irischen Besitzungen an Henry of London, dem Erzbischof von Dublin. Nach dem Tod von König Johann und dem Ende des Kriegs der Barone 1217 erhielt Nicholas Dundalk und andere Besitzungen zurück. 1230 gewährte er Dundalk das Recht, einen Jahrmarkt abzuhalten. Im selben Jahr nahm er am Frankreichfeldzug von Heinrich III. teil.
Verdon war mit einer Clementia verheiratet, deren Herkunft ungeklärt ist. Möglicherweise war sie eine ehemalige Geliebte von Johann Ohneland. Nach seinem Tod wurde seine einzige Tochter Rohese seine Erbin, die er 1225 auf Betreiben der Regierung mit dem anglo-irischen Adligen Theobald le Botiller verheiratet hatte. 